# 경기도외국어교육연수원
경기도국제교육원)은 교원의 전문성 강화를 위해 언어관련 연수를 지원하고, 교직원의 외국어 능력을 함양하기 위하여 경기도교육청 산하에 설치된 소속기관이다.